# Henryk Boukołowski
Henryk Ignacy Boukołowski (ur. 11 stycznia 1937 w Białymstoku, zm. 4 października 2020 w Warszawie) – polski aktor, reżyser, współzałożyciel Teatru Adekwatnego.

## Życiorys

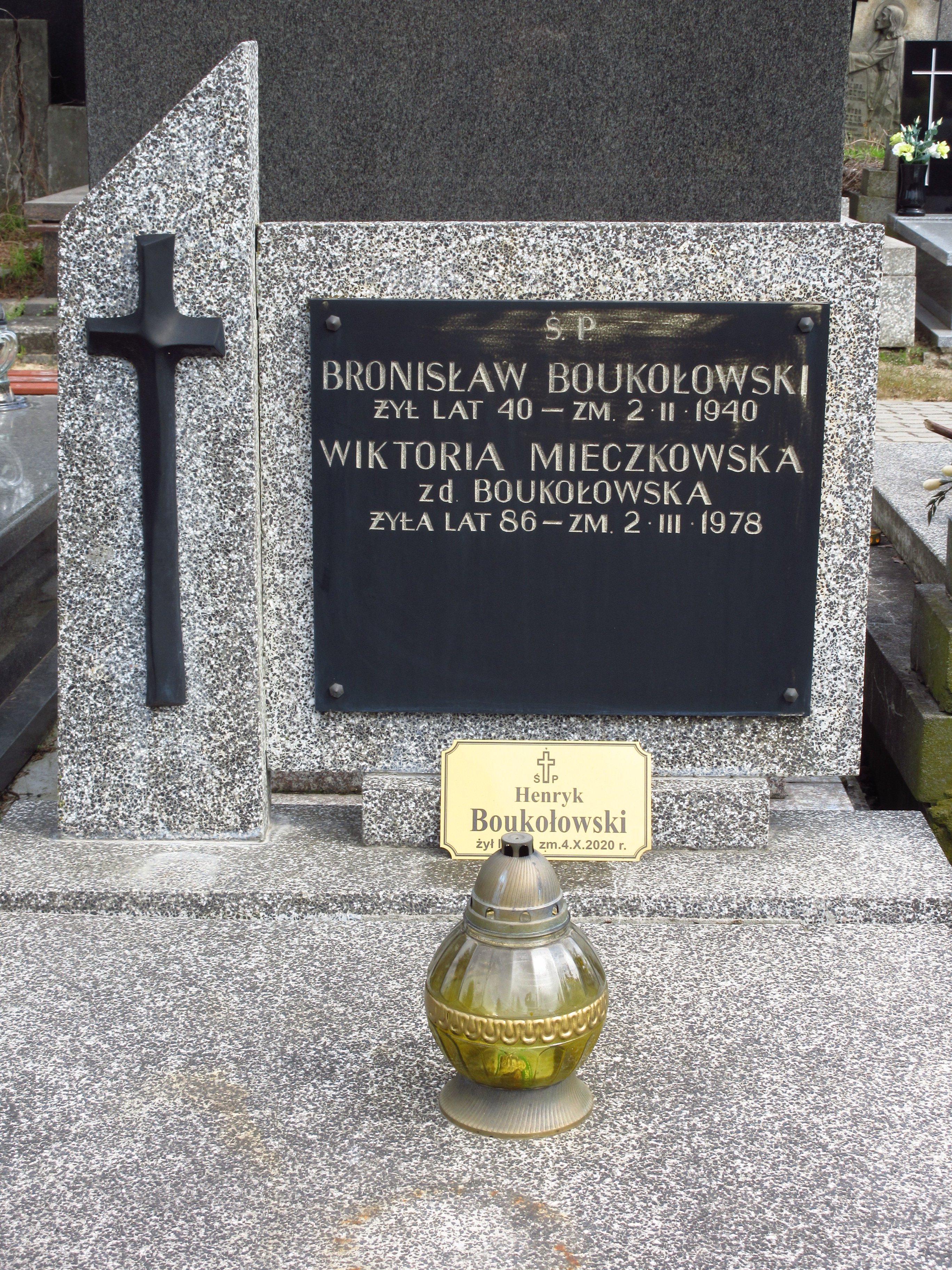
Grób Henryka Boukołowskiego na cmentarzu Bródnowskim

W 1958 ukończył studia w Państwowej Wyższej Szkole Teatralnej w Warszawie. Był aktorem: Teatru Ateneum – Warszawa 1958-1960, Teatru Polskiego – Warszawa, 1960–1962, aktor i reżyser Sceny Polskiej – Czeski Cieszyn, 1963-1964, Teatru Polskiego – Bielsko-Biała, 1964–1965, Teatru Polskiego – Warszawa, 1965-1975. Był współzałożycielem (wraz z Magdą Teresą Wójcik) Teatru Adekwatnego – Warszawa, 1964.
W latach 1958–1982 należał do SPATiF-ZASP. Pochowany został na cmentarzu Bródnowskim (Kw. 62E, rząd II, grób 10).

## Twórczość
Henryk Boukołowski był reżyserem wielu spektakli teatralnych, grał jako aktor w wielu filmach oraz użyczał swojego głosu w słuchowiskach radiowych i bajkach muzycznych dla dzieci.

### Reżyser spektakli teatralnych
- 1964: Świecznik według Alfreda de Musseta: reżyseria – Henryk Boukołowski, Klub „Spółdzielca”, Cieszyn
- 1966: Heloiza i Abelard według Rolanda Duncana: przekład – Jerzy S.Sito, reżyseria – Henryk Boukołowski, muzyka – koncerty fortepianowe R. Schumana (wykonanie – L. Stefański), Filharmonia, Białystok (Festiwal poezji i muzyki)
- 1967: Kordian według Juliusza Słowackiego: reżyseria – Henryk Boukołowski, klub EMPiK, Płock
- 1968: Tryptyk zwierzeń według Andrzeja Brychta: reżyseria – Henryk Boukołowski, klub EMPiK, Płock
- 1969: Agitka – rodzi się myśl według Błoka, Eisensteina, Gorkiego, Lenina: reżyseria – Henryk Boukołowski, muzyka – Marek Sewen, SDKN, Warszawa
- 1970: Antygona według Sofoklesa: reżyseria – Henryk Boukołowski, muzyka – Zygmunt Konieczny, SDKN, Warszawa
- 1974: Wielkanoc Jana Sebastiana Bacha według K.I. Gałczyńskiego: scenariusz – Jerzy Kierst, reżyseria – Henryk Boukołowski, muzyka – Jan Sebastian Bach, SDKN, Warszawa
- 1974: Improwizacje według Adama Mickiewicza: scenariusz i reżyseria – Henryk Boukołowski, premiera, SDKN, Warszawa
- 1976: Chwila przed bitwą według Williama Szekspira: reżyseria – Henryk Boukołowski, Teatr Adekwatny, Warszawa
- 1977: Promethidion według C.K. Norwida: reżyseria – Henryk Boukołowski, Teatr Adekwatny, Warszawa
- 1979: Obrona Warszawy: scenariusz i reżyseria – Henryk Boukołowski, Teatr Adekwatny, Warszawa
- 1979: Oni według Stanisława Wyspiańskiego: scenariusz i reżyseria – Henryk Boukołowski, scenografia – Ryszard Winiarski, Teatr Adekwatny, Warszawa
- 1980: Repetycja według „Dwunastu” Aleksandra Błoka: scenariusz i reżyseria – Henryk Boukołowski, muzyka – Marek Sewen, Teatr Adekwatny, Warszawa
- 1980: Jam Ojciec Twój według Jana Kochanowskiego: scenariusz i reżyseria – Henryk Boukołowski, Teatr Adekwatny, Warszawa
- 1981: Traktat moralny według Czesława Miłosza (1981): scenariusz – Wojciech Feliksiak, reżyseria – Henryk Boukołowski, muzyka – Elżbieta Sikora, Teatr Adekwatny, Warszawa
- 1983: Totentanz in Polen według Stanisława Grochowiaka (1983): scenariusz i reżyseria – Henryk Boukołowski, Teatr Adekwatny, Warszawa
- 1986: Proces według Franza Kafki: przekład – Bruno Szulc, reżyseria – Henryk Boukołowski, muzyka – Marcin Błażewicz, kostiumy i scenografia – Tomasz Wójcik, Teatr Adekwatny, Warszawa
- 1987: Peer Gynt według Henryka Ibsena: scenariusz i reżyseria – Henryk Czyż, Henryk Boukołowski, scenografia – Tomasz Wójcik, muzyka – Edvard Grieg, Teatr Adekwatny, Warszawa
- 1987: Jeszcze dzień życia według Ryszarda Kapuścińskiego: reżyseria – Henryk Boukołowski, Teatr Adekwatny, Warszawa
- 1990: Wigilia 1956 według Istvana Eörsiego: reżyseria – Magda Teresa Wójcik, Henryk Boukołowski, kostiumy i scenografia – Tomasz Wójcik, opracowanie muzyczne – Barbara Dzięgielewska, Węgierski Ośrodek Kultury, Warszawa
- 1990: Siedem dni stworzenia według Jerzego Pietrkiewicza: reżyseria – Henryk Boukołowski, muzyka – Marain Marais, Teatr Adekwatny, Warszawa
- 1992: Antygona według Sofoklesa: reżyseria – Henryk Boukołowski, Magda Teresa Wójcik, kostiumy i scenografia – Tomasz Wójcik, Teatr Adekwatny, Warszawa
- 1993: Koziołek Matołek według Kornela Makuszyńskiego i Mariana Walentynowicza: reżyseria – Henryk Boukołowski, muzyka – Marcin Błażewicz, Teatr Adekwatny, Warszawa
- 1993: Obrona Warszawy – rzecz o Stefanie Starzyńskim: scenariusz i reżyseria – Henryk Boukołowski, Teatr Adekwatny, Warszawa
- 1994: Proces według Franza Kafki: scenariusz i reżyseria – Henryk Boukołowski, kostiumy i scenografia – Tomasz Wójcik, muzyka – Marcin Błażewicz, Teatr Adekwatny, Warszawa
- 1994: Kordian według Juliusza Słowackiego: reżyseria – Henryk Boukołowski, kostiumy i scenografia – Tomasz Wójcik, muzyka – Marcin Błażewicz, Teatr Adekwatny, Warszawa
- 1996: Legendy Warszawskiej Starówki według Or-Ota: scenariusz i reżyseria – Magda Teresa Wójcik, Henryk Boukołowski, kostiumy i scenografia – Tomasz Wójcik, muzyka – Mikołaj Hertel, Stare Miasto (plener), Warszawa
- 1996: Gelsomino według G. Rodariego: reżyseria – Henryk Boukołowski, kostiumy i scenografia – Tomasz Wójcik, muzyka – Mikołaj Hertel, Teatr Dramatyczny, Warszawa
- 1997: Ryszard III według Williama Shakespeare’a: reżyseria – Henryk Boukołowski, kostiumy i scenografia – Tomasz Wójcik, Teatr Kameralny, Warszawa
- 1998: Bajki Mickiewicza według Adama Mickiewicza: scenariusz i reżyseria – Henryk Boukołowski, kostiumy i scenografia – Tomasz Wójcik, muzyka – Marcin Błażewicz, Teatr Dramatyczny, Warszawa
- 1999: Kordian według Juliusza Słowackiego: reżyseria – Henryk Boukołowski, kostiumy i scenografia – Tomasz Wójcik, muzyka – Marcin Błażewicz, Teatr Kameralny, Warszawa
- 2001: Treny według Jana Kochanowskiego: reżyseria – Henryk Boukołowski, kostiumy i scenografia – Tomasz Wójcik, muzyka – Mikołaj Hertel, Teatr Dramatyczny, Warszawa
- 2001: Promethidion według Cypriana Kamila Norwida: reżyseria – Henryk Boukołowski, scenografia – Tomasz Wójcik
- 2002: Odprawa Posłów Greckich według Jana Kochanowskiego: scenariusz i reżyseria – Henryk Boukołowski, oprac. muz. – Barbara Dzięgielewska, Teatr Dramatyczny, Warszawa
- 2003: Proces według Franza Kafki: scenariusz i reżyseria – Henryk Boukołowski, kostiumy i scenografia – Tomasz Wójcik, muzyka – Marcin Błażewicz, Teatr na Woli, Warszawa
- 2004: Świecznik według Alfreda de Musseta: reżyseria – Henryk Boukołowski, Muzeum Iwaszkiewicza w Stawisku w Podkowie Leśnej
- 2004: Improwizacje według Adama Mickiewicza: scenariusz i reżyseria – Henryk Boukołowski, Teatr na Woli, Warszawa

### Role filmowe
- 1958: Orzeł – obsada aktorska (nie występuje w czołówce; marynarz)
- 1960: Nikt nie woła – obsada aktorska (Bożek)
- 1960: Rzeczywistość – obsada aktorska (Julek Szulc)
- 1961: Komedianty – obsada aktorska (Janek)
- 1964: „Awatar”, czyli zamiana dusz w: Opowieści Niezwykłe – obsada aktorska (Oktawiusz de Saville)
- 1967: Tortura nadziei – obsada aktorska (Aser Abarbanel)
- 1971: Beczka Amontillado – obsada aktorska
- 1971: System – obsada aktorska
- 1972: Kopernik – obsada aktorska (kardynał Hipolit d’Este)
- 1972: Kopernik – kardynał Hipolit d’Este (odc. 1)
- 1973: Sanatorium pod Klepsydrą – obsada aktorska (strażak)
- 1978: Zmory – obsada aktorska (Znamierowski)
- 1980: Misja – obsada aktorska (doktor)
- 1980: Przed odlotem – obsada aktorska (redaktor Madej)
- 1980: Tylko tyle – obsada aktorska
- 1980: Zamach Stanu – obsada aktorska (adwokat Śmiarowski)
- 1981: Najdłuższa wojna nowoczesnej Europy – Juliusz von Minotuli (odc. 2-5)
- 1981: Yokohama – obsada aktorska
- 1983: Kamienne tablice – obsada aktorska (Nagar)
- 1988: Conrad – obsada aktorska
- 1990: Kanalia – obsada aktorska (nie występuje w czołówce)
- 1991: Skarga – obsada aktorska (ojciec)
- 1997: Linia opóźniająca w: Opowieści weekendowe – obsada aktorska (profesor)
- 1999: Wrota Europy – obsada aktorska

## Ordery i odznaczenia
- Krzyż Oficerski Orderu Odrodzenia Polski (1987)
- Złoty Krzyż Zasługi (1979)
- Medal Komisji Edukacji Narodowej
- Odznaka „Zasłużony Działacz Kultury”

## Nagrody
- 1974: Nagroda (Wrocław, IX WROSTJA – nagroda Wydziału Kultury i Sztuki UW)
- 1977: Nagroda (Wrocław, XII WROSTJA – Nagroda Dziennikarzy za monodram według „Promethidiona” Norwida)
- 1977: Wielka Nagroda Publiczności na Festiwalu w Szczecinie za „Improwizacje”
- 1977: Główna Nagroda za „Promethidiona” według C.K. Norwida. Festiwalu Teatrów Jednego Aktora w Toruniu
- 1978: Nagroda (Opole – IV OKT – nagroda za monodram według „Promethidiona” Norwida)
- 1982: Nagroda (Wrocław – XVI WROSTJA – nagroda ZG RSW Prasa-Książka-Ruch za monodram „Repetycja“)
- 1984: Nagroda Miasta Stołecznego Warszawy
- 1988: Nagroda (tytuł Honorowego Białostoczanina roku)